# Almolonga de Ocampo
Almolonga de Ocampo es una localidad del estado mexicano de Guerrero. Es parte del municipio de Alcozauca de Guerrero.

## Toponimia
El nombre «Almolonga» proviene de los términos en náhuatl: atl, agua; molini, emanar; co, locativo. Su significado es «Lugar de donde emana el agua». El nombre «Ocampo» rinde homenaje a Melchor Ocampo, pensador liberal del siglo XIX.

## Demografía
| Gráfica de evolución demográfica |
|                                  |

| Censo | Población |
| ----- | --------- |
| 1940  | 75        |
| 1950  | 80        |
| 1960  | 200       |
| 1970  | 261       |
| 1980  | 339       |
| 1990  | 458       |
| 2000  | 531       |
| 2010  | 878       |
| 2020  | 1 025     |